# Khaoyaiana nitens
Khaoyaiana nitens är en insektsart som beskrevs av Sigfrid Ingrisch 1990. Khaoyaiana nitens ingår i släktet Khaoyaiana och familjen vårtbitare. Inga underarter finns listade i Catalogue of Life.